# ماتیاس جیکوب
ماتیاس جیکوب (انگلیسی: Matthias Jacob؛ زادهٔ ۲ آوریل ۱۹۶۰) ورزشکار دوگانه اهل آلمان است.